# Desmosoma angustum
Desmosoma angustum là một loài chân đều trong họ Desmosomatidae. Loài này được GO Sars miêu tả khoa học năm 1899.